# 兩極 (專輯)
兩極是歌手任賢齊的流行音樂專輯，於2004年12月31日正式發行。
任賢齊這次在這張專輯中沒有參與自己的創作。該專輯是任賢齊在滾石唱片的最後一張個人專輯。

## 曲目
1. 永不退縮（原曲為日本樂團「FIELD OF VIEW」1995年演唱的「突然」）
2. 那一年，這一天
3. 兩極
4. 明天過後（原曲為中島美雪1992年創作並演唱的糸）
5. 小狼狗
6. 有夢的人
7. 火焰
8. 不止傷心
9. 眼淚沒有用
10. 藍色憂鬱
11. Stay with me

## 備註
- 台灣版附贈寫真月曆
- 台灣版有兩種版本，第二版附贈6支MV+30分鐘追夢特極